# Ламберто Леони
Ламберто Леони (на италиански: Lamberto Leoni е бивш пилот от Формула 1. Роден на 24 май 1953 г. в Арджента, Италия.

## Формула 1
Ламберто Леони прави своя дебют във Формула 1 в Голямата награда на Италия през 1977 г. В световния шампионат записва 5 състезания като не успява да спечели точки, състезава се за Съртис и Инсайн.